# Книжовник
Книжовник (болг. Книжовник) — село в Болгарии. Находится в Хасковской области, входит в общину Хасково. Население составляет 607 человек.

## Политическая ситуация
В местном кметстве Книжовник, в состав которого входит Книжовник, должность кмета (старосты) исполняет Наско Желязков Колешев (Политический клуб «Экогласность») по результатам выборов правления кметства.
Кмет (мэр) общины Хасково — Георги Иванов Иванов (коалиция партий: партия «Родина», демократический союз «Радикалы») по результатам выборов в правление общины.

## Люди, связанные с селом
- Петар Жеков, родился здесь 10 октября 1944 — болгарский футболист, нападающий, обладатель Золотой бутсы 1969 года, тренер.